# Deccanolestes
Deccanolestes (лат., от новолат. Deccanus — Декан и др.-греч. λῃστής — разбойник; буквально: разбойник с Декана) — род вымерших плацентарных млекопитающих, живших в конце мелового периода (маастрихтский век) на территории Индостана.

## Систематика
Род был впервые описан в 1988 году Прасадом и Сахни из Индии. Deccanolestes возможно тесно связан с родом Sahnitherium. 
Первоначально был отнесен к семейству Palaeoryctidae, но более поздние исследования показывают, то это либо ранний член семейства Adapisoriculidae, либо базальный член клады Euarchonta.

### Классификация
По данным сайта Paleobiology Database, на ноябрь 2020 года в род включают 3 вымерших вида:
- Deccanolestes hislopi Prasad & Sahni, 1988typus
- Deccanolestes narmadensis Prasad et al., 2010
- Deccanolestes robustus Prasad et al., 1994